# Стенобионты
Стенобио́нты (от греч. στενός — «узкий» и греч. βίον — «живущий») — животные и растения, способные существовать лишь при относительно постоянных условиях окружающей среды (температуры, солёности, влажности, наличия определенной пищи и т. д.) Например, все внутренние паразиты. Некоторые стенобионты зависят от какого-либо одного фактора, например, коала — от наличия эвкалипта, листьями которого он питается. Пределы толерантности — узкие. Территория расселения: ограничена, с относительно постоянными условиями среды
Стенобионтам противопоставлены эврибионты. Они могут существовать в самых разнообразных условиях.